# Superstate
Superstate je multižánrový projekt britského písničkáře a kytaristy, člena skupiny Blur, Grahama Coxona vydaný v roce 2021 ve spolupráci s nakladatelstvím Z2 Comics. Jedná se o komiksovou knihu, žánrově dystopii zasazenou do blíže neurčené budoucnosti, členěnou do patnácti kapitol a doprovázenou hudebním soundtrackem o stejném počtu skladeb. Coxonovými spoluautory textů v knize jsou Hellen Mullane a Alex Paknade. Coxon, kromě hudebních aktivit také výtvarník, je autorem obálky a jako kurátor se podílel na výběru jednotlivých komiksových kreslířů ke konkrétním kapitolám.

## Hudební album
Chystaný projekt byl poprvé představen v listopadu 2020. Podle Coxonova vyjádření v rozhovoru pro hudební časopis NME byla prvotním podnětem smrt Davida Bowieho v lednu 2016. Coxon v reakci na ni složil první ze skladeb pozdějšího alba, Bowieho hudebním projevem silně inspirovanou skladbu "We Remain". Postupně se projekt rozrostl o dalších 14 písní, následoval nápad využít jich jako doprovodu ke komiksovým příběhům publikovaným společně v jedné v knize. Kromě samotného Coxona se na nahrávání podílely vokalistky Valentina Pappalardo, Rahel Debebe-Dessalegne, Sharlene Hector a Vula. Jako singly propagující album slouží písně "Yoga Town" a "Uncle Sam", zveřejněné 16. července respektive 24. září 2021 na hudebníkově oficiálním profilu na serveru YouTube.
Album je od 27. srpna 2021 dostupné jednak na streamovacích platformách typu Spotify, ve vinylovém formátu pak jako součást některých edic knihy.
Název "Superstate" slouží zároveň jako Coxonovo alter-ego, u jednotlivých písní je uveden pouze jako "účinkují" (feature Graham Coxon), je nicméně autorem všech skladeb a album je řazeno k jeho diskografii na Spotify apod.

## Seznam skladeb
Na albu se nacházejí tyto skladby:
1. Yoga Town
2. Uncle Sam
3. It's All In Your Mind
4. Only Takes A Stranger
5. L.I.L.Y.
6. Bullets
7. I Don't Wanna Wait For You
8. The Astral Light
9. Heaven (Buy A Ticket)
10. The Ball Of Light
11. Tommy Gun
12. Goodbye Universe
13. Butterfly
14. We Remain
15. Listen

Celkový čas alba je 76 minut.